# Dějiny Mukačeva

## Raná historie
Archeologické vykopávky naznačují, že rané osídlení zde existovalo již před středověkem. Například mezi vrcholy Halič a Lovačka bylo nalezeno keltské oppidum a středisko kovovýroby, které existovalo ve 3. až 1. století př. n. l. Na kopci Tupča bylo nalezeno thrácké hradiště z doby železné (10. století př. n. l.). Kolem 1. století oblast obsadili Karpové, kteří z oblasti vytlačili místní Kelty. Slované oblast osídlili v 6. století.

## Maďarská nadvláda
V 9. století byla oblast vazalským územím Velké Moravy (kníže Laborec). V roce 895 vstoupily maďarské kmeny do Panonské pánve přes Verecký průsmyk, asi 60 km severně od dnešního Mukačeva. V 10. až 11. stol. se město nacházelo zřejmě v hraničních oblastech Kyjevské Rusi.
Ve 13. století přišli do Mukačeva, stejně jako do dalších odlehlejších měst tehdejších Uher, němečtí kolonisté.
V roce 1397 daroval město a jeho okolí král Zikmund Lucemburský svému vzdálenému bratranci, Theodoru Koriatoviči, vyhnanému knížeti Litevského velkoknížectví. Sídlil na místním hradě. Koriatovič spravoval rusínské Podolí v rámci Litevského velkoknížectví, dokud ho litevský velkokníže Vytautas Veliký v roce 1392 nevyhostil pro neposlušnost. Theodor se proto stal vazalem Uher a usadil na jejich území mnoho Rusínů. Jiné prameny však uvádějí, že Theodor koupil město a okolí v roce 1396.
V průběhu 15. století město vzkvétalo a stalo se významným řemeslnickým a obchodním centrem regionu. V roce 1445 přijalo Magdeburské právo. Stalo se sídlem mukačevské eparchie. Hrad Palanok byl tehdy pod správou Jana Hunyadiho. Hrad byl postupně rozšiřován a přestavován i za podoby italských odborníků do podoby velké pevnosti.

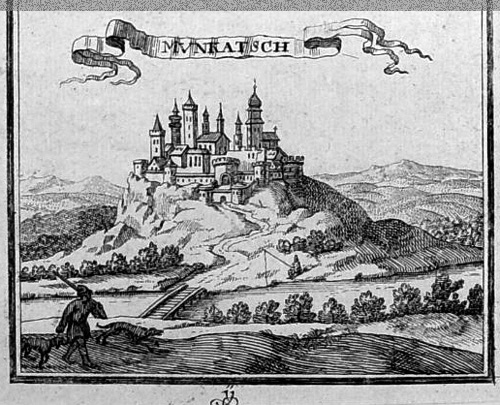
Hrad Palanok na kresbě ze 17. století.

V 16. století Mukačevo přešlo (v souvislosti s postupem tureckých vojsk do centrálních Uher) do vlastnictví Sedmihradského knížectví. V roce 1566 se město pokusila obsadit (byť neúspěšně) rakouská císařská armáda, nicméně jej zcela vyplenila. Střety probíhaly i v dalších stoletích. V roce 1687 začalo v Mukačevu protihabsburské povstání Imricha Thökölyho, rakouské vojsko dlouhý čas hrad Palanok obléhalo.
Region hrál také důležitou roli v Rákócziho povstání.

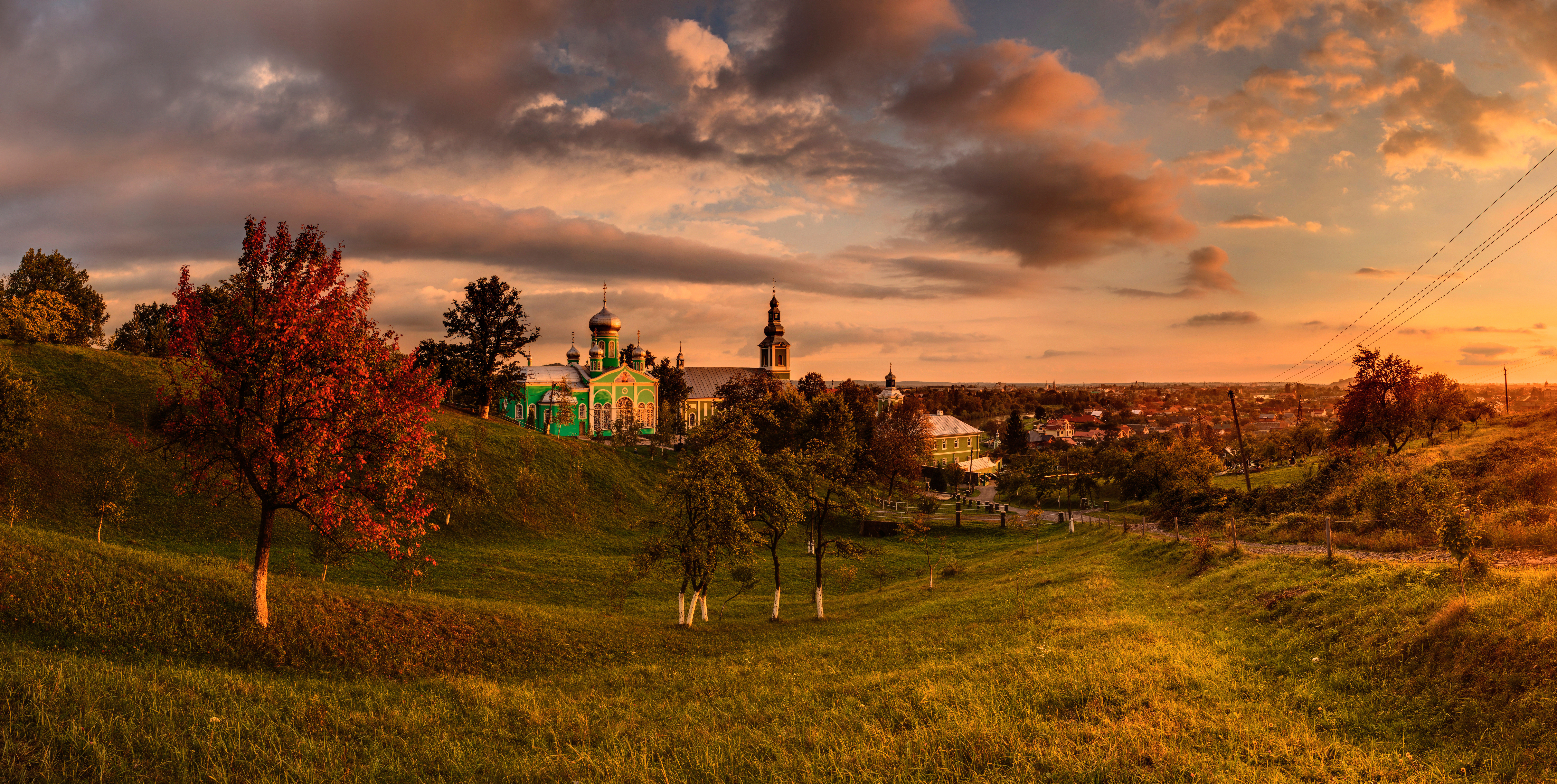
Klášter svatého Mikuláše (1772-1806)

## Rakouská kontrola a povstání
Po porážce Františka II. Rákocziho se město v polovině 18. století dostalo pod rakouskou kontrolu jako součást Uherského království a stalo se klíčovou pevností Habsburské monarchie. Císař Karel VI. v roce 1726 udělil hrad Palanok s Mukačevem, Čynadijovem a 200 vesnicemi v Uherském království Lotarovi Františkovi ze Schönbornu za to, že jako kurfiřt vojensky pomohl císaři, aby císař porazil Františka II. Rákócziho, jehož bylo toto panství dříve majetkem. Panství, jedno z největších ve východní Evropě, zůstalo v rodině Schönbornů až do 20. století. Schönbornové se zasloužili o rozšíření města. Za jejich vlády se zde usadilo mnoho Němců, čímž způsobili hospodářský rozmach regionu. Důvodem pro pozvání nových kolonistů z oblasti dnešních Franků byla velmi nízká míra osídlenosti Schönborského panství; jen v roce 1720 se předpokládá, že počet obyvatel na území dnešní Zakarpatské oblasti dosahoval osmdesáti tisíc. Předpokládá se, že v samotném Mukačevu žilo v závěru 18. století zhruba 1800 lidí, stejně jako v nedalekém Berehovu.
V letech 1796-1897 se z městského zámku, do té doby mocné pevnosti, stalo vězení. V roce 1771 se osamostatnila místní diecéze. V letech 1821-1823 byl na hradě Palanok vězněn řecký národní hrdina Alexandros Ypsilanti. Drženo zde bylo ale i více politických vězňů.

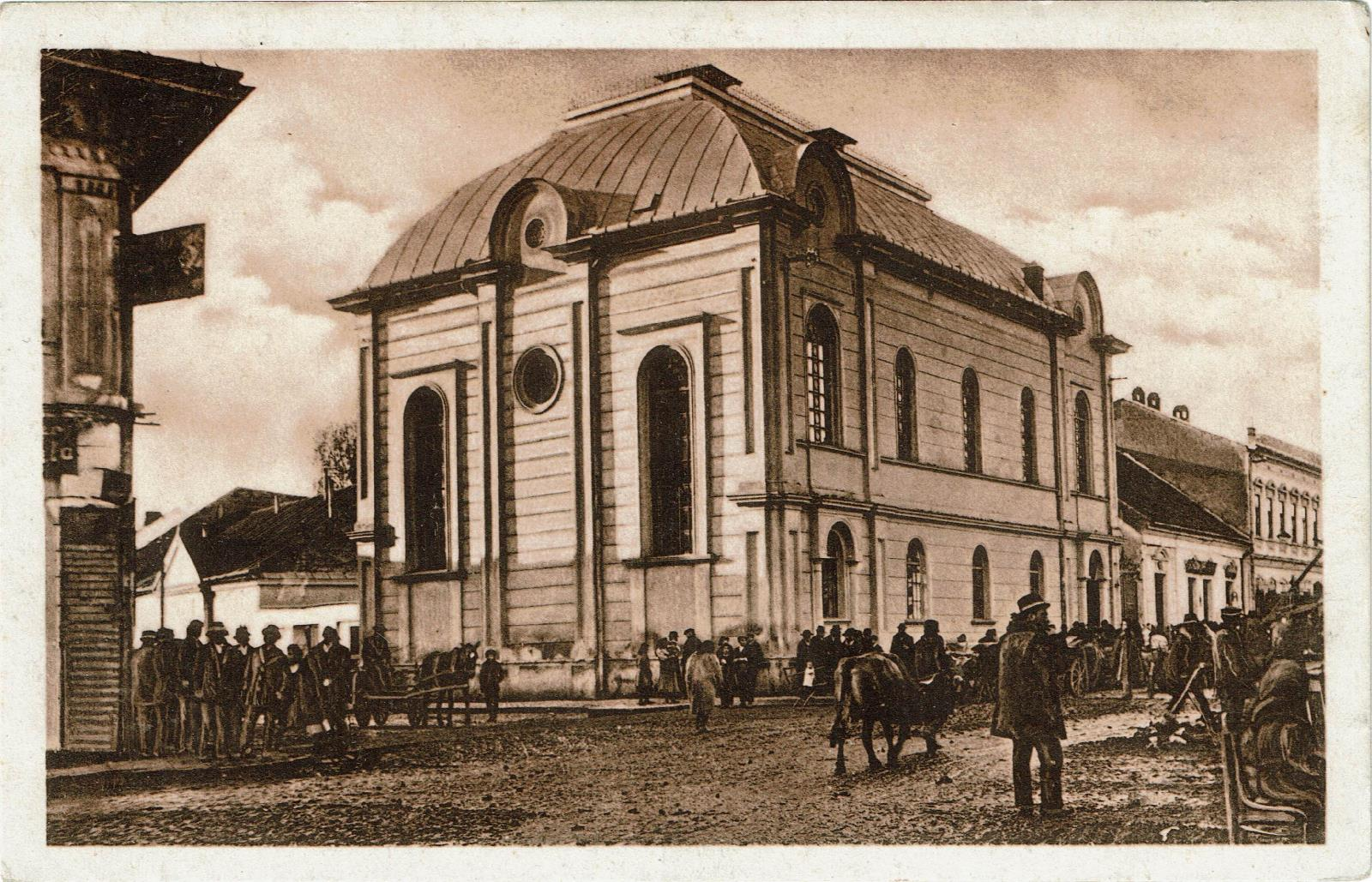
Velká synagoga.

Za doby existence Rakousko-Uherska zde sídlila pobočka uherského ministerstva pro orbu (zemědělství), které především pomáhalo nemaďarskému obyvatelstvu. V roce 1904 byla postavena taká současná budova radnice, inspirovaná maďarskou secesí.
V roce 1886 byla zavedena do Mukačeva železnice a město velmi rychle získalo spojení s Budapeští, Košicemi a Lvovem. To sice umožnilo jistý ekonomický vzestup, i přesto však (a spíše z okolního venkova) v závěru 19. století odcházelo stále více obyvatel do větších měst a nebo do Ameriky. Na konci 19. století bylo Mukačevo sice jedním z větších měst regionu, i tak zde stálo jen méně zděných domů a většina prostého obyvatelstva bydlela ve dřevěných domech, mnohdy se slámovými střechami. Roku 1882 tu vznikla dívčí škola,  gymnázium bylo postaveno již roku 1868.
V roce 1907 zde Tivadar Lehoczky založil historicko–archeologické muzeum.
V období přelomu století zde působil architekt Ludwig Oelschläger. Navrhl zde budovu školy a dále hebrejského centra. Obě jsou ovlivněny maďarskou secesí.
Podle posledního rakousko-uherského sčítání lidu v roce 1910 se 12 686 (73,44 %) ze 17 275 obyvatel hlásilo k maďarské národnosti, 3 078 (17,82 %) k Němcům a 1 394 (8,07 %) se deklarovalo jako Rusíni. Z hlediska náboženství bylo 7 675 lidí (44,43 %) židovského vyznání, 4 081 lidí (23,62 %) řeckých katolíků, 3 526 lidí (20,41 %) římských katolíků, 1 771 lidí (10,25 %) příslušníků reformované církve a 190 lidí (1,1 %) byl se přihlásilo k luteránství.
Již před vypuknutím první světové války byly v Mukačevu problémy s dostatkem potravin. Během konfliktu se postupně zhoršovaly. V posledním válečném roku 1918 zde propukaly četné stávky (svoji odezvu si zde našla i tzv. lednová stávka, která našla odezvu mezi téměř milionem dělníků končící monarchie.

## Období let 1919 až 1938

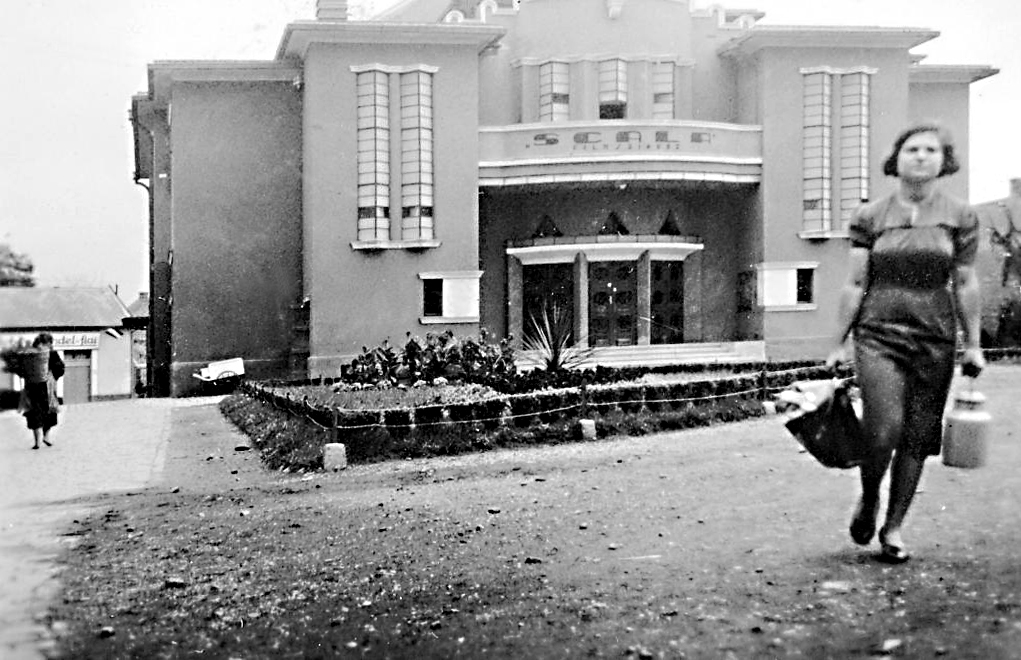
Kino Scala (později Peremoha/Перемога) v centru Mukačeva, 1942. Archiv Fortepan

Hned na závěr první světové války zde byla vyhlášena autonomní Ruská krajina s centrem v Mukačevu. V březnu roku 1919 se místní maďarské obyvatelstvo usneslo, že požaduje zachování celého území Zakarapatské Ukrajiny za součást Maďarska a na začátku roku 1919 kontrolu nad městem získala Maďarská republika rad. V Mukačevu bylo zřízeno místní velitelství (direktorium). Ustanovena byla rudá garda, která měla město bránit před cizí mocí; tvořili ji dělníci z místních továren a také bývalí váleční zajatci. Činné byly tzv. revoluční tribunály. Republika rad však získala pod kontrolu z oblasti budoucí Podkarpatské Rusi pouze malé okolí Mukačeva a Berehova. Dne 28. dubna 1919 však do Mukačeva přišli rumunští vojáci a o zhruba měsíc později potom Československá armáda.
Poté, co se v roce 1919 američtí Rusíni dohodli s Tomášem Garriguem Masarykem na připojení Podkarpatské Rusi k Československu, byla celá Podkarpatská Rus obsazena československými vojsky. Dne 4. června 1920 se Mukačevo na základě Trianonské smlouvy oficiálně stalo součástí Československa. Od 15. října 1921 se stalo centrem Berežšké župy. V této době mělo Mukačevo 20 794 obyvatel a bylo tak největším městem Podkarpatské Rusi (dnešní oblastní metropole Užhorod měla jen o několik set obyvatel méně). Před obdobím rozsáhlejší výstavby československé infrastruktury (spolu s Berehovem a Užhorodem) se zde nacházela jediná větší pošta v celé Podkarpatské Rusi, dále potom nemocnice se 120 lůžky v dezolátním stavu apod. V rámci modernizace celé Podkarpatské Rusi byl vybudována do roku 1930 na svoji dobu moderní pavilon pro chirurgii a kojeneckou péči. Část nemocnice navrhl český architekt Jaroslav Fragner. Stavba měla být ještě rozšířena o ústav pro invalidy, který byl navržen na počátku 30. let, jeho realizace však nebyla nikdy provedena. V 30. letech zde byla postavena ještě textilní továrna. Vznikly také obytné domy na staroměstském nábřeží řeky Latorici i jinde po městě. Dnes jsou některé budovy z 20. a 30. let památkově chráněné. Nedaleko Mukačeva vznikla vesnice Svoboda, kde byly postaveny typizované rodinné domy. Řada z nich vyrostla i na severním okraji dnešního Mukačeva.
Stát dbal také na vznik nových škol, které měly pomoci ve výchově kvalifikované pracovní síly v regionu. V roce 1928 zde byly tři střední školy, jedna s českým, druhá s rusínským a třetí s vyučovacím jazykem jidiš.[zdroj?]. Fungovala zde i malířská škola. V roce 1929 byla zprovozněna také městská knihovna.
Z hospodářského hlediska zde měla značný význam továrna na zpracování tabáku a výrobu doutníků. Oblíbené byly místní trhy, kam jezdila velká část obyvatel okolního venkova prodávat svoje výrobky.
V roce 1930 zde žilo 26 102 obyvatel, z toho 8 969 Židů, 6 476 Rusínů, 5 561 Maďarů, 2 664 Čechů a Slováků, zbytek obyvatel byl jiných národností. Ve volbách zde byla velmi silně zastoupena komunistická strana, která například jen v roce 1935 získala v Mukačevu 27,43 % hlasů.
V Mukačevu byla po celou dobu jeho příslušnosti k první Československé republice přítomna československá armáda. Té sloužil historický hrad Palanok, protože však kapacitně nedostačoval, byly v jeho blízkosti zřízeny také kasárny.

## Období let 1938 až 1944

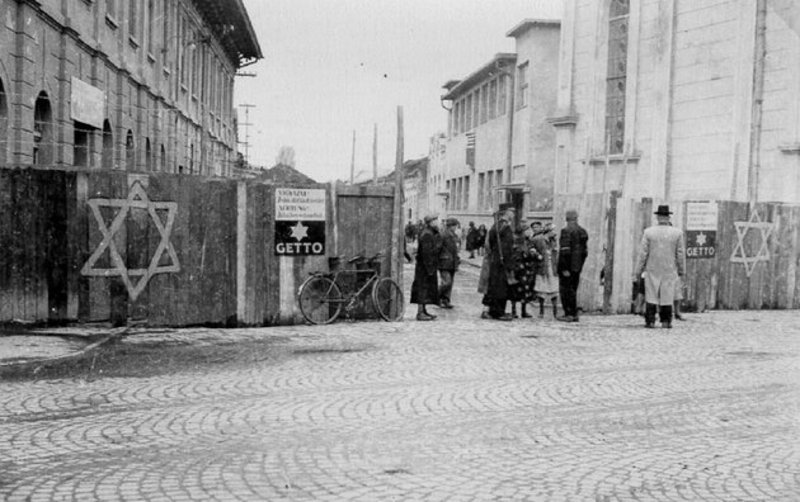
Brána mukačevského ghetta.

V listopadu 1938 byla část území bývalého Maďarského království v rámci první vídeňské arbitráže znovu připojena k Maďarsku. Týkalo se to samotného města a čtrnácti dalších obcí mukačevského okresu. Stěhování československých úřadů u Užhorodu do Chustu probíhalo automobilovými konvoji přes Mukačevo, kde docházelo k přestřelkám s maďarskými ozbrojenci.
Nové úřady bez prodlení vydaly nařízení o vyhoštění všech Židů bez maďarského občanství. V důsledku toho byli polští a ruští Židé, dlouhodobě žijící v nyní Maďarskem kontrolovaném Zakarpatském regionu, a také z Mukačeva, stejně jako domácí Židé, kteří nemohli prokázat své občanství, deportováni za ukrajinské hranice, kde byli předáni Německu. Ve dnech 27. a 28. srpna 1941 byli všichni zavražděni Němci v Kamenec-Podolský masakru..
Během druhé světové války existovalo v Mukačevu ghetto, kam byli Židé nahnáni.
Přesto v Mukačevu stále žila významná část židovského obyvatelstva, dokud nebyli v roce 1944 všichni Židé německým nacistickým komandem Adolfa Eichmanna deportováni do Osvětimi. Byli poslední židovskou komunitou v Evropě, která podlehla holocaustu.

## Období let 1944 až 1991
Mukačevo bylo osvobozeno dne 26. října 1944, ve stejný den jako Chust. Dne 26. listopadu 1944 se v kině Peremoha (Vítězství) v Mukačevu konal 1. sjezd lidových výborů, na kterém byl přijat Manifest o sjednocení Zakarpatské Ukrajiny se sovětskou Ukrajinou.
V letech 1944–1945 město bylo nakrátko pod správou československé vlády. Ta již měla ale dočasný charakter, neboť se připravovalo předání oblasti Sovětskému svazu, k čemuž také v následujícím roce došlo. Na podzim roku 1944 byla v Mukačevu založena Komunistická strana Zakarpatské Ukrajiny. Město tak patřilo v letech 1945–1991 bylo součást Svazu sovětských socialistických republik jakožto Zakarpatská oblast, od roku 1946 součástí Ukrajinské SSR. V témže roce bylo k městu připojeno několik okolních vesnic.
Místní nádraží bylo postaveno až po přičlenění města k SSSR a postaveno bylo ve stylu socialistického realismu.
Během čtyřiceti pěti let existence Mukačeva v rámci SSSR bylo město dále industrializováno (např. v roce 1963 zde byl vybudován nový závod na výrobu nábytku) a na jeho okrajích vznikla nová panelová sídliště, např. Rosvyhovo. V původním Schönbornském zámku vznikla škola pro traktoristy.
V roce 1969 byla na základě směrnice Generálního štábu ozbrojených sil SSSR pod Ministerstvem výstavby a provozu silnic Ukrajinské SSR zformována v Mukačevu 60. samostatná brigáda silničního stavitelství pro stavbu silnic a mostů. Ta následně budovala řadu silnic v okolí města a především v horském terénu Karpat.
V 80. letech bylo vybudováno nové panelové sídliště pro potřeby armády, získalo mezi místními přezdívku "Pentagon".

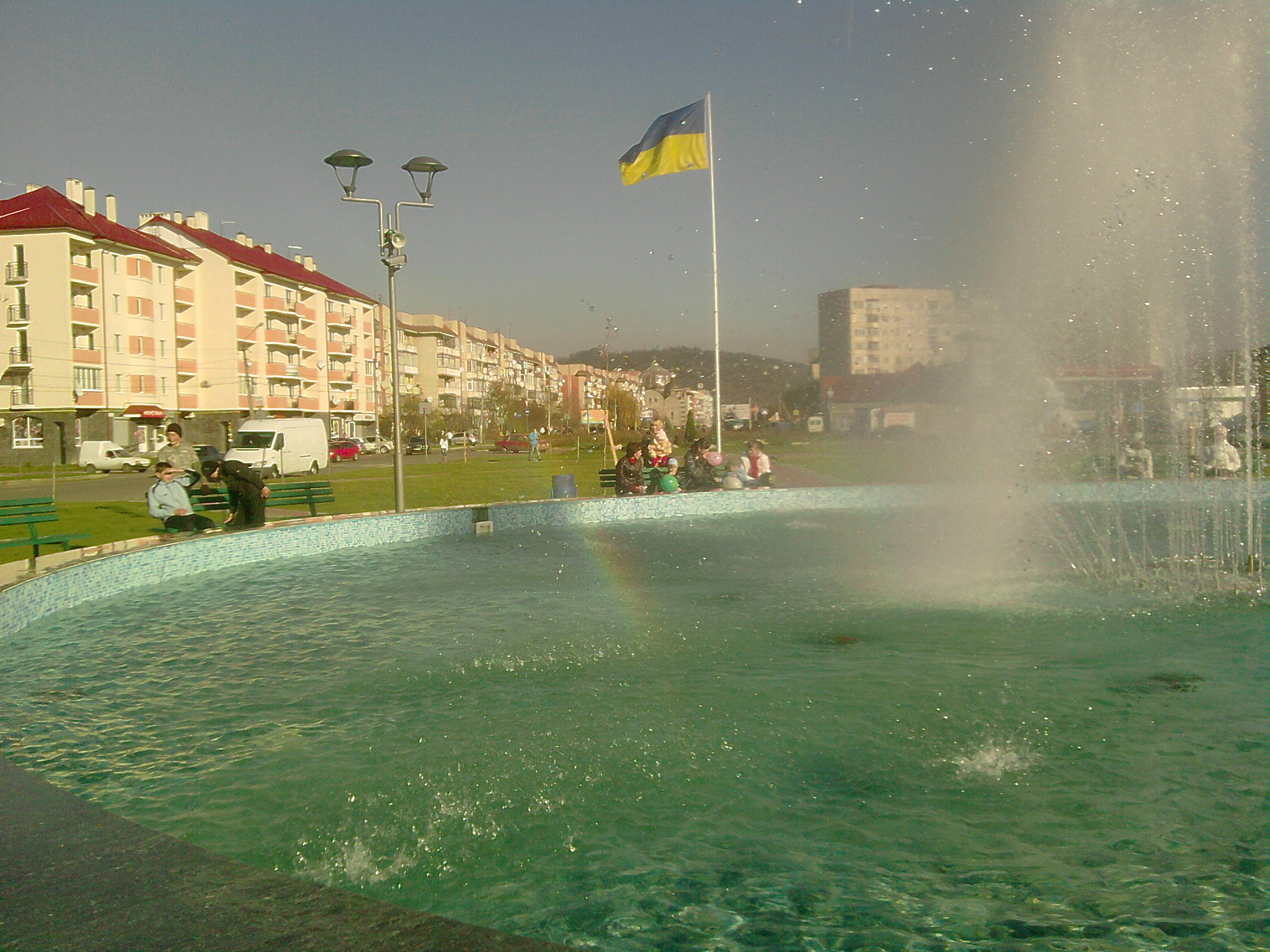
Hudební fontána v Mukačevu v roce 2010.

Od r. 1991 do současnosti patří Ukrajině, administrativně spadá do Zakarpatské oblasti.
V roce 2004 byly ve městě zmanipulovány volby starosty. Během nich došlo k násilnostem a častým výhrůžkám.

## Mukačevo v prvních dekádách 21. století

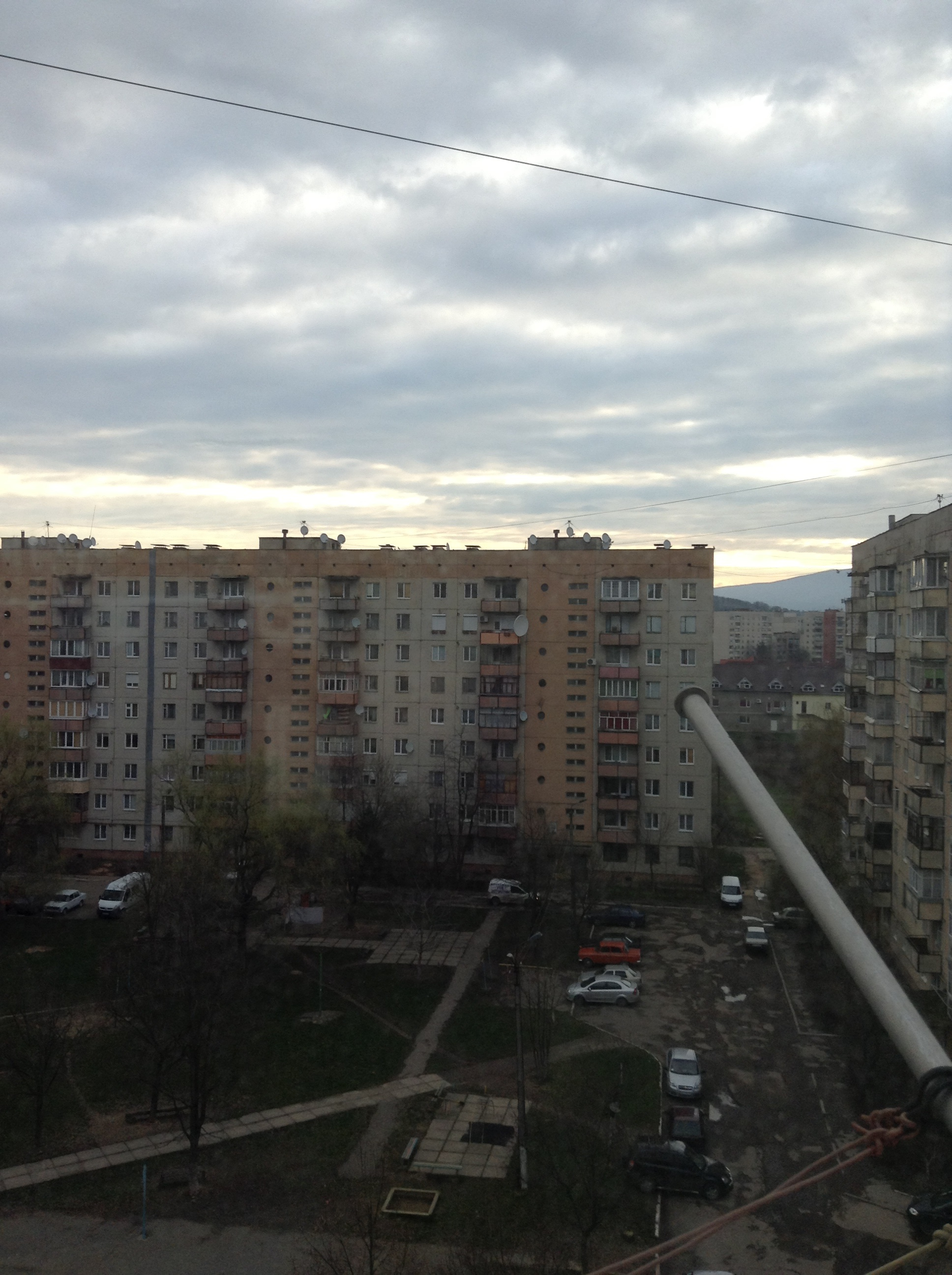
Sídliště Rosvihovo.

Dne 11. července 2015 došlo v Mukačevu k ozbrojené konfrontaci mezi Ministerstvem vnitra Ukrajiny a Pravým sektorem.
Podle údajů ukrajinských bezpečnostních složek se začátkem července 2015 v Mukačevu sešli příslušníci ultranacionalistického hnutí Pravý sektor se zločinci, se kterými chtěli vyjednávat o „rozdělení sfér vlivu“ a vymáhání „ochranných poplatků“ ve spojení s pašováním cigaret do zemí Evropské unie. Za onou zločinnou organizací údajně stojí poslanec ukrajinského parlamentu Michajlo Lanjo.
Poté, co ministr vnitra Arsen Avakov poslal do Mukačeva zvláštní policejní jednotky, proběhla ve městě 11. července přestřelka mezi policií a příslušníky Pravého sektoru. Při ní byly použity také protitankové zbraně (pancéřové pěsti) a granáty a zabiti nejméně tři lidé. Část civilního obyvatelstva byla z města evakuována. Asi 14 příslušníků Pravého sektoru se uchýlilo do okolních lesů a chtěli složit své zbraně až poté, když by je k tomu výslovně vyzval vůdce Pravého sektoru Dmytro Jaroš. Ten odjel s doprovodem do Mukačeva, aby mohl vyjednávat s místním velitelem organizace Alexandrem Skičem. Podle zprávy rádia BBC však měl sám Jaroš zahynout 12. července, když při vjezdu do města kolona jeho pěti vozů najela na dálkově odpálenou výbušnou nástrahu. Pro rozhlas to sdělil místní občan. Jiné zdroje tuto zprávu dosud nepřinesly resp. nepotvrdily.
V roce 2013 se v Mukačevu konala shromáždění na podporu Euromajdanu. Po vítězství příznivců Euromajdanu byli někteří proruští občané Mukačeva perzekvováni.[zdroj?]
V souvislosti s válkou v roce 2022 byl v Mukačevu demontován památník v podobě tanku Sovětské armády. Vzhledem k příchodu uprchlíků z konfliktu zde byly s českou pomocí postaveny modulární domy. Počet uprchlíků zde dosáhl téměř 40 tisíc. Město také z hlediska celé Ukrajiny bylo jedním z nejtransparentnějších co do fungování místní samosprávy.